# Кладбище Пулковской обсерватории
Кладбище Пулковской обсерватории — кладбище, расположенное на территории Пулковской обсерватории, на котором похоронены, в основном, астрономы.

## История
На кладбище похоронены астрономы и их близкие родственники. 
Кладбище пострадало во время Великой Отечественной войны; было восстановлено к 1953 году.
В память о сотрудниках Пулковской обсерватории, ставших жертвами сталинских репрессий, на кладбище по проекту скульптора Т. Н. Мурашёвой был сооружён памятник-кенотаф.

## Похороненные на кладбище
- Баклунд, Оскар Андреевич (1846—1916)
- Белопольский, Аристарх Аполлонович (1854—1934)
- Белопольский, Марк Аристархович (1893—1960); сын А. А. Белопольского — химик
- Белявский, Сергей Иванович (1883—1953)
- Васильев, Александр Семёнович (1868—1947)
- Васильев, Владимир Михайлович (1907—1982)
- Витрам, Фёдор Фёдорович (1854—1914)
- Ворошилова-Романская, Софья Васильевна (1886—1969)
- Вязаницин, Виктор Павлович (1908—1960)
- Вязаницин, Владимир Павлович (1910—1978)
- Вязаницин, Павел Дмитриевич (1880—1956); вместе с ним — Вязаницина, Александра Ивановна (1886—1958)
- Вяльшин, Геннадий Фёдорович (1931—1999)
- Газе, Вера Фёдоровна (1899—1954); вместе с ней — Газе, Ольга Фёдоровна (1898—1974)
- Дейч, Александр Николаевич (1899—1986)
- Дейч (урожд. Морина), Александра Михайловна (1908—1970)
- Дроздов, Сергей Викторович (1902—1976)
- Жонголович, Иван Данилович (1892—1981)
- Зверев, Митрофан Степанович (1903—1991); вместе с ним — жена, Зверева, Елизавета Михайловна (1902—1985)
- Зейбот, Яков Мартынович (1855—1916)
- Извеков, Владимир Андреевич (1927—1997)
- Каврайский, Владимир Владимирович (1884—1954); вместе с ним — жена, Каврайская, Мария Александровна (1904—1996)
- Казимирчак-Полонская, Елена Ивановна (1902—1992)
- Кайдановский, Наум Львович (1907—2010)
- Карпинский, Вадим Николаевич (1931—1997); вместе с ним — жена, Правдюк, Лариса Михайловна (1931—2017)
- Ковальский, Александр Марианович (1858—1902)
- Козырев, Николай Александрович (1908—1983)
- Кондратьев, Александр Александрович (1867—1936)
- Копылов, Иван Михеевич (1928—2000)
- Корбут, Иван Федорович (1912—1995)
- Костинский, Сергей Константинович (1867—1936)
- Крат, Владимир Алексеевич (1911—1983); вместе с ним — Крат (ур. Климочкина), Татьяна Васильевна (1915—2000)
- Ленгауэр, Герман Герасимович (1905—1981)
- Линдеман, Эдуард Эдуардович (1842—1897)
- Марков, Александр Владимирович (1897—1968)
- Максутов, Дмитрий Дмитриевич (1896—1964)
- Маткевич, Леопольд Люцианович (1878—1949); вместе с ним — Маткевич (ур. Белопольская) Зоя Аристарховна (1892—1965)
- Мельников, Олег Александрович (1912—1982)
- Миллер, Владимир Альфредович (1904—1975); вместе с ним — Гамалей, Наталья Владимировна (1914—1954)[1] и Гамалей, Алексей Владимирович (1948—2000),
- Морин, Михаил Николаевич (1861—1933); вместе с ним — родственники: Иванова-Морина, Екатерина Михайловна (1898—1982), Морин, Михаил Михайлович (1903—1976) и Морина, Ольга Андреевна (1915—1973)
- Михайлов, Александр Александрович (1888—1983)
- Немиро, Андрей Антонович (1909—1995)
- Немиро, Антон Фаустинович (1878—1941)
- Неуймин, Григорий Николаевич (1886—1946)
- Орлов, Борис Александрович (1906—1963) — сын А. Я. Орлова
- Соболев, Владислав Михайлович (1928—1993)
- Старицын, Геннадий Васильевич (1924-1984)
- Струве, Василий Яковлевич (1793—1864)
- Струве (урожд. Бартельс), Иоганна (1807—1867) — жена В. Я. Струве; дочь М. Ф. Бартельса
- Струве (урожд. Дирссен), Эмилия (Emilie Dyrssen) (1823—1868) — первая жена О. В. Струве
- Субботин, Михаил Фёдорович (1893—1966)
- Тавастшерна, Кирилл Николаевич (1921—1982)
- Фатчихин, Николай Васильевич (1907—1954)
- Хайкин, Семён Эммануилович (1901—1968); вместе с ним — Разнатовская, Марина Владимировна (1907—1987)
- Циммерман, Николай Владимирович (1890—1942); вместе с ним — Циммерман, Милица Владимировна (1895—1987)
- Чеботарёв, Глеб Александрович (1913—1975); вместе с ним — Никольская, Любовь Евгеньевна (1916—1979), радиохимик
- Шиврис, Олег Николаевич (1928—1994)
- Шпагин, Алексей Александрович (1903—1960)
- Щеголев, Дмитрий Евгеньевич (1920—1988)

См. также категорию Похороненные на Пулковском кладбище.